# Agon-Coutainville

Agon-Coutainville este o comună în departamentul Manche, Franța. În 1 ianuarie 2022 avea o populație de 3.013 de locuitori.